# Luís Moya
Luís Rodríguez Moya (A Coruña, 23 september 1960) is een Spaans voormalig rallynavigator. Tussen 1988 en 2002 was hij de vaste navigator van Carlos Sainz, waar hij twee keer wereldkampioen mee werd. Moya is met 24 WK-rally overwinningen de op twee na succesvolste navigator in het Wereldkampioenschap Rally, na Daniel Elena en Timo Rautiainen.

## Carrière
Luís Moya debuteerde in 1982 als navigator in de rallysport. In 1988 verving hij Antonio Boto als nieuwe bijrijder van regerend Spaans rallykampioen Carlos Sainz. Met Sainz won hij datzelfde jaar wederom de Spaanse titel, en reed het in een fabrieksingeschreven Ford Sierra RS Cosworth ook een geselecteerd programma in het Wereldkampioenschap Rally, waarin het duo zich wist te profileren. Vanaf het seizoen 1989 kwamen ze uit voor Toyota. In het daaropvolgende seizoen 1990 wonnen ze de Griekse Acropolis Rally; de eerste WK-rally overwinning voor een Spaans team. Uiteindelijk schreven ze ook de wereldtitel op hun naam. Dit resultaat werd herhaald in het seizoen 1992.
Moya volgde Sainz bij overgangen naar Lancia, Subaru, Ford, een terugkeer bij Toyota en daarna weer bij Ford. In deze periode won het duo nog enkele WK-rally's, maar een derde wereldtitel bleef uit. Hun laatste WK-succes kwam met een overwinning tijdens de Rally van Argentinië in 2002, het laatste actieve jaar voor Moya als navigator.
Tussen 2003 en 2006 was Moya actief als sportief directeur van het WK-team van Subaru. Meest recent was Moya betrokken bij het team van Spaans rallyrijder Xavier Pons, die in het seizoen 2010 met een Ford Fiesta S2000 wereldkampioen werd in het Super 2000 World Rally Championship.